# Star Cruises
StarCruises ist eine Kreuzfahrtmarke der malaysischen Genting Group. Bis 2022 existierte sie als Tochter des malaysisch-chinesischen Tourismusunternehmens Genting Hong Kong, das zwischen 1997 und 2009 auch als Star Cruises Ltd. firmierte.

## Geschichte

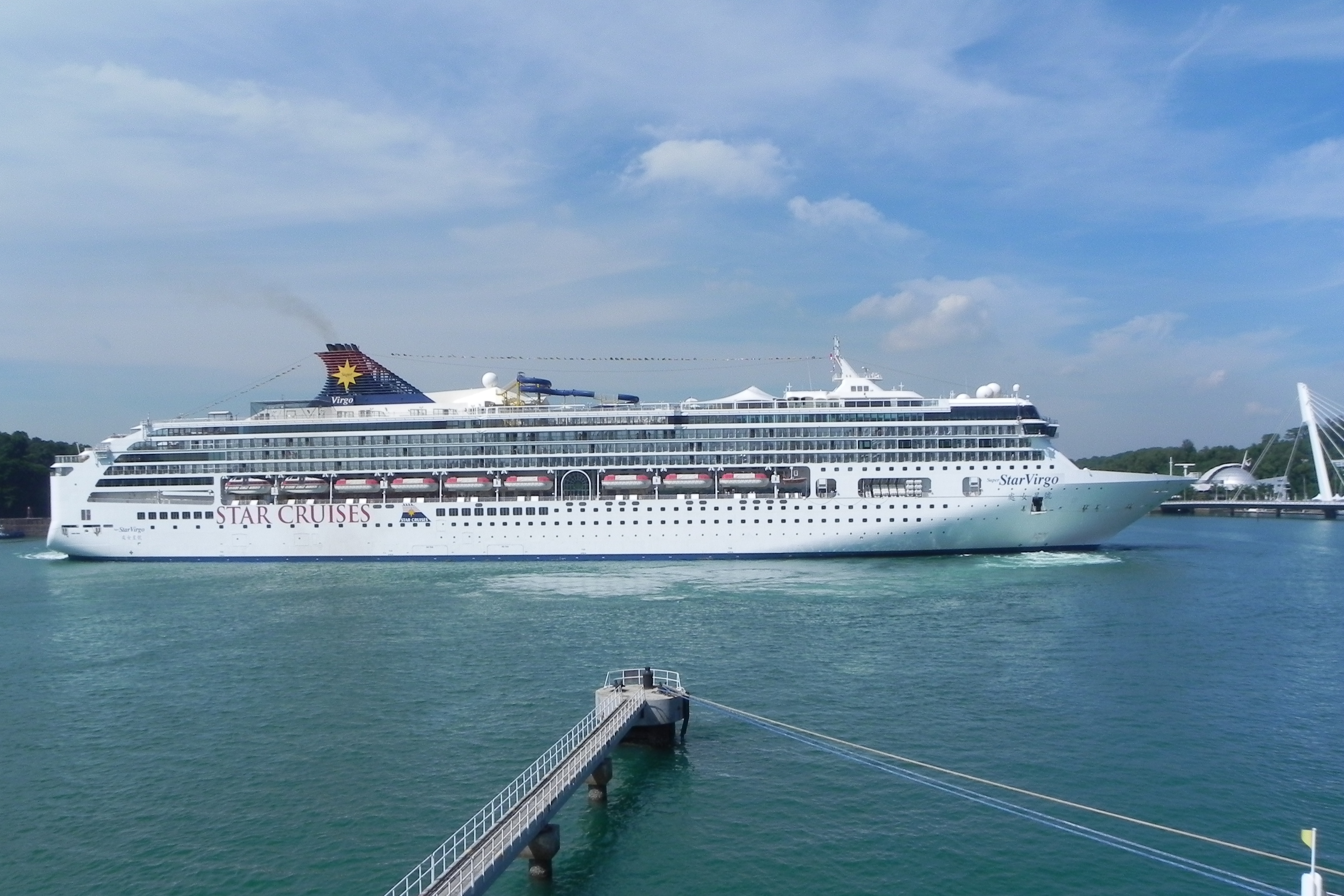
SuperStar Virgo vor Singapur

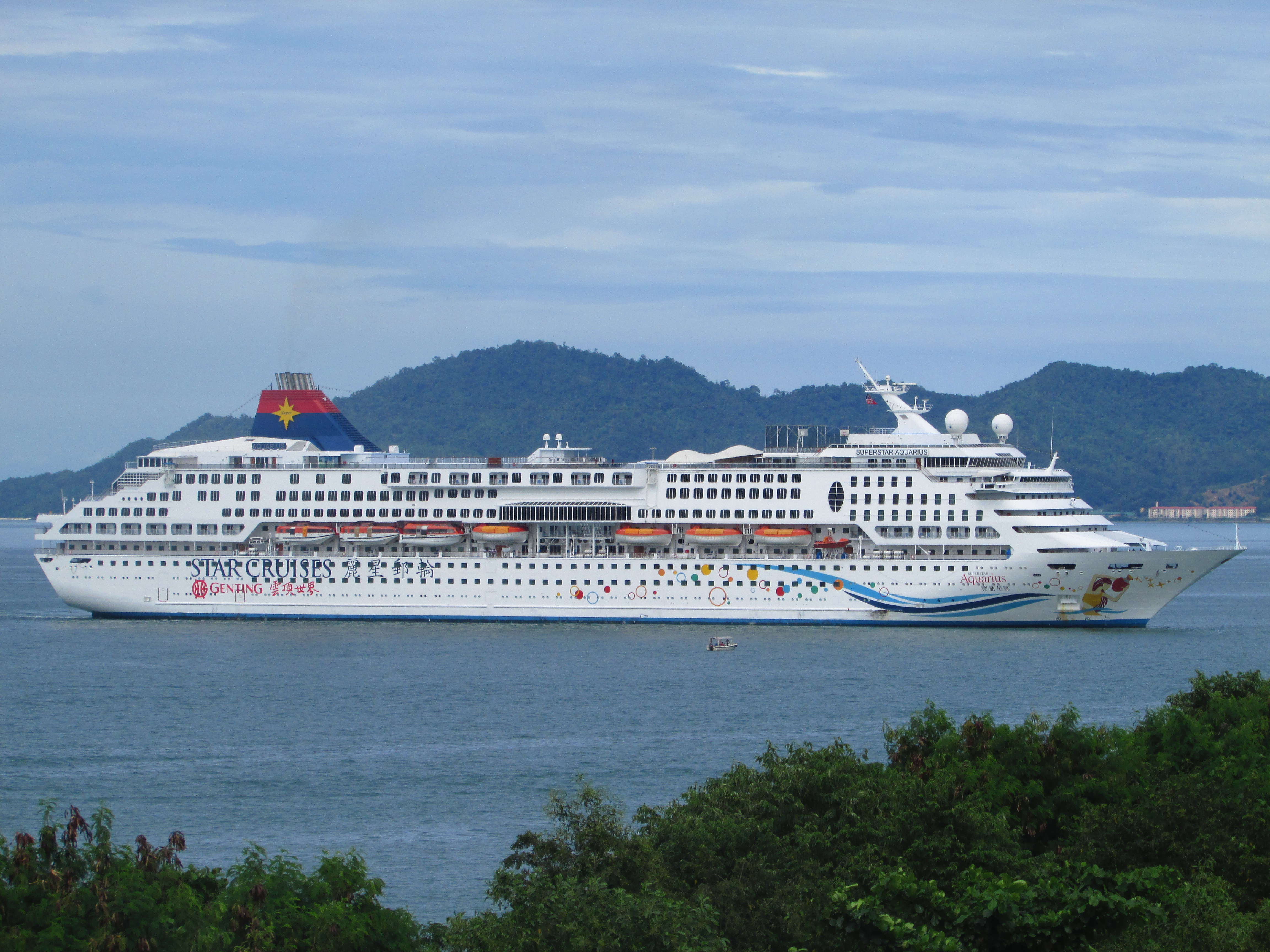
SuperStar Aquarius in Kota Kinabalu

Star Cruises wurde als Tochter der Genting Group in Malaysia, am 10. November 1993 in Bermuda gegründet und hatte den Stammsitz in Hongkong. Die ersten Schiffe des Unternehmens waren zwei in Kreuzfahrtschiffe umgewandelte Fähren aus dem Bestand der in Konkurs gegangenen schwedischen Rederi AB Slite, die Star Pisces und die Star Aquarius. In den darauf folgenden Jahren kaufte Star Cruises einige andere gebrauchte Schiffe. Im Jahr 1998 erhielt die Reederei den ersten eigenen Neubau, die SuperStar Leo, dem im darauf folgenden Jahr das Schwesterschiff SuperStar Virgo folgte.
Im März 2000 erwarb Star Cruises für 33 Millionen US-Dollar die Sun Viva I und die Sun Viva II von Sun Cruises sowie die Rechte am Namen der Reederei. Im Juli desselben Jahres verkaufte das Unternehmen beide Schiffe direkt wieder.
Im Jahr 2000 kaufte Star Cruises Ltd. die Norwegian Cruise Line (NCL) mitsamt deren Töchtern Orient Lines und Norwegian Capricorn Line und wurde damit das erste globale Kreuzfahrtunternehmen. Die Norwegian Capricorn Lines wurde kurz danach in Star Cruises integriert und tauchte seither nicht mehr als Markenname auf. Da sich die Norwegian Cruise Line als profitabler als die unter dem eigenen Markennamen Star Cruises fahrenden Schiffe erwies, entwickelte sich ab den 2000er Jahren der Trend, neue Schiffe für die NCL zu bauen und die dadurch ersetzten älteren Schiffe der Star-Cruises-Flotte in Asien zuzuordnen. So hatte Star Cruises vor dem Kauf der NCL mehrere Neubauten in Planung oder in Bau, die jedoch später Tochter NCL zugeordnet wurden. Zu den Neubauten gehörten die SuperStar Libra, heute Norwegian Star, sowie die SuperStar Scorpio, heute Norwegian Dawn.
Bereits Ende Juli 1999 hatte Star Cruises eine Absichtserklärung mit der Meyer Werft in Papenburg über zwei Schiffe der SuperStar Sagittarius II-Klasse mit einer Tonnage von 112.000 BRZ bekanntgegeben, deren Ablieferung für Ende 2003 und Anfang 2005 geplant war. Im Jahr 2000 wurden die Schiffe wieder abbestellt und stattdessen wurden 2005 die Schiffe Norwegian Jewel und Pride of Hawaii für Norwegian Cruise Line in Dienst gestellt.
Im Jahr 2001 gründete Star Cruises eine neue Tochter, Cruise Ferries, die zunächst mit einem Schiff, der Wasa Queen, kurze Kreuzfahrten von Hongkong nach Xiamen unternahm.
2004 ging die SuperStar Leo an NCL, um dort als Norwegian Spirit eingesetzt zu werden.
2005 wurde die Norwegian Sea als SuperStar Libra zu Star Cruises transferiert.
2007 wurde die Norwegian Dream von NCL als SuperStar Aquarius an Star Cruises übertragen, 2012 folgte die Norwegian Dream als SuperStar Gemini.
2015 wurde die seit 2008 aufliegende Megastar Taurus an die von Genting Hong Kong aufgekaufte Marke Crystal Cruises weitergegeben.
2016 und 2017 sollten zwei Neubauten für 3364 Passagiere von der Meyer Werft in Fahrt kommen. Tatsächlich wurden die Schiffe aber schließlich für die Schwestermarke Dream Cruises als Genting Dream und World Dream in Dienst gestellt. Da der erste Neubau als Genting World in Fahrt kommen sollte, wurde bereits im Mai 2014 die bisherige Genting World in The Taipan umbenannt.
Im Mai 2016 bestellte Star Cruises bei der Lloyd Werft Bremerhaven zwei mit 201.000 BRZ vermessene Schiffe der Global-Klasse  mit geplanter Ablieferung 2019 und 2020. Im Zuge der Gründung der MV Werften sollen die Neubauten nun jedoch bei diesen Werften, nicht auf der Lloyd Werft, entstehen und ebenfalls für Dream Cruises in Fahrt kommen.
2018 stellte Star Cruises die SuperStar Libra außer Dienst und ließ sie bis zu ihrer Verschrottung 2022 als Unterkunfts- und Wohnschiff für die MV Werften fungieren.
2019 wurde die SuperStar Virgo als Explorer Dream an Dream Cruises übergeben.
Im Januar 2022 meldete Genting Hong Kong Insolvenz an. Star Cruises betrieb zu diesem Zeitpunkt noch vier Schiffe, die Star Pisces, die The Taipan, die SuperStar Aquarius und die SuperStar Gemini. Von diesen Schiffen fand nur die The Taipan eine neue Verwendung, alle anderen Schiffe wurden vom Cash Buyer Best Oasis erworben und anschließend in Alang verschrottet. Die Markenrechte wurden von Resorts World übernommen.
Im Februar 2025 kündigte Resorts World Cruises an, sich selbst auflösen und die Marke innerhalb von drei Monaten als Marke für den Economy-Markt reaktivieren zu wollen. Vorangegangen war der Kauf der Pacific Explorer von P&O Cruises Australia als Star Voyager (anfangs Star Scorpio), zusätzlich soll die Resorts World One als Star Navigator wieder für Star Cruises fahren. Parallel wurde auch die Schwestermarke Dream Cruises neu aufgelegt. Die Star Voyager begann ihre Jungfernfahrt unter der neuen Marke StarCruises am 26. März.

## Flotte

### Aktuelle Flotte
| Name           | Baujahr | Vermessung | Indienststellung für Star Cruises | Status/Bemerkungen                                                             |
| -------------- | ------- | ---------- | --------------------------------- | ------------------------------------------------------------------------------ |
| Star Voyager   | 1997    | 77.441     | 2025                              | als Pacific Explorer von P&O Cruises Australia übernommen                      |
| Star Navigator | 1999    | 75.338     | 2025                              | bereits von 1999 bis 2019 als SuperStar Virgo Teil der Flotte von Star Cruises |

### Ehemalige Flotte
| Name                                          | Baujahr | Vermessung | Dienstzeit bei Star Cruises   | Bauwerft                                 | Status/Bemerkungen                                                                                        |
| --------------------------------------------- | ------- | ---------- | ----------------------------- | ---------------------------------------- | --- |
| Star Aquarius/ Lankapuri Star Aquarius        | 1989    | 40.012 BRZ | 1993–2001                     | Wärtsilä Marine, Turku                   | heute Pearl of Scandinavia bei DFDS                                                                       |
| MegaStar Taurus                               | 1989    | 3.264 BRZ  | 1994–2015                     | Flender-Werke                            | heute National Geographic Islander II bei Lindblad Expeditions                                            |
| Star Pisces                                   | 1990    | 40.053 BRZ | 1994–2022                     | Masa Yards, Turku                        | gebaut als Kalypso für Rederi AB Slite, 2022 in Alang verschrottet.                                       |
| MegaStar Aries Genting World The Taipan       | 1991    | 3.264 BRZ  | 1994–2012 2012–2014 2014–2022 | Flender Werft, Lübeck                    | seit 2022 Doulos Hope bei OM Ships.                                                                       |
| SuperStar Gemini                              | 1992    | 19.093 BRZ | 1995–2009                     | Union Naval de Levante, Valencia         | heute Gemini bei Miray Cruises                                                                            |
| SuperStar Capricorn                           | 1973    | 28.551 BRZ | 1997–1998 2001–2004           | Oy Wärtsilä Ab, Helsinki                 | von 1998 bis 2001 als Hyundai Keumgang an Hyundai Merchant Marine verchartert 2021 in Aliağa verschrottet |
| SuperStar Express Langkawi/ SuperStar Express | 1997    | 5.517 BRZ  | ab 1997                       | Austal Ships, Fremantle                  | heute Avemar Dos bei Baleària                                                                             |
| SuperStar Sagittarius                         | 1972    | 18.455 BRZ | 1998                          | Wärtsilä, Helsinki                       | 2022 in Gadani verschrottet                                                                               |
| SuperStar Leo                                 | 1998    | 75.338 BRZ | 1998–2004                     | Meyer Werft, Papenburg                   | heute Norwegian Spirit bei Norwegian Cruise Line                                                          |
| SuperStar Europe SuperStar Aries              | 1982    | 37.049 BRZ | 1999–2000 2000–2004           | Bremer Vulkan, Bremen-Vegesack           | heute Blue Sapphire bei Anex Tour                                                                         |
| MegaStar Capricorn                            | 1991    | 4.200 BRZ  | 2000                          | Nuovi Cantieri Apuania Marina di Carrara | heute Caledonian Sky                                                                                      |
| MegaStar Sagittarius                          | 1991    | 4.280 BRZ  | 2000–2001                     | Nuovi Cantieri Apuania Marina di Carrara | heute Spirit of Oceanus für Cruise West                                                                   |
| SuperStar Taurus                              | 1980    | 25.611 BRZ | 2000–2001                     | Oy Wärtsilä AB                           | 2025 in Alang verschrottet                                                                                |
| Norwegian Star 1                              | 1973    | 28.518 BRZ | 2001–2002                     | Oy Wärtsilä Ab, Helsinki, Finnland       | 2003 als Albatros an Phoenix Reisen verkauft, 2021 in Alang verschrottet                                  |
| SuperStar Libra                               | 1987    | 42.285 BRZ | 2005–2018                     | Wärtsilä Marine Perno Werft, Turku       | ab 2018 Unterkunftsschiff bei den MV Werften Wismar, 2022 in Aliağa verschrottet                          |
| SuperStar Aquarius                            | 1993    | 51.309 BRZ | 2007–2022                     | Chantiers de l’Atlantique, Saint-Nazaire | gebaut als Windward für Kloster Cruise, 2022 in Alang verschrottet                                        |
| SuperStar Gemini                              | 1992    | 50.764 BRZ | 2012–2022                     | Chantiers de l’Atlantique, Saint-Nazaire | gebaut als Dreamward für Kloster Cruise, 2022 in Alang verschrottet                                       |
| Cruise Ferries                                |         |            |                               |                                          | |
| Wasa Queen                                    | 1975    | 12.343 BRZ | 2001–2009                     | Dubegion-Normandie, Nantes               | 2013 in Alang verschrottet                                                                                |